# Restavek
Een restavek (ook: restavec, vanuit het Frans: reste avec="verblijft bij") is een persoon van het platteland van Haïti die als hulp in de huishouding werkt bij een gezin in de stad. Velen van hen zijn minderjarig, al vanaf vier of vijf jaar oud. Vaak leven ze in omstandigheden die overeenkomen met slavernij. Ze worden dan ook wel aangeduid als kindslaven.
De meeste restaveks zijn kinderen van ouders die te weinig geld hebben om voor hen te zorgen. Ze worden door hun familie letterlijk weggegeven. Soms is het gezin waar ze werken, familie van hen, vaak zijn het vreemden. In theorie ontvangen zij voedsel en onderdak, en soms zelfs onderwijs. In de praktijk zijn de omstandigheden, op een aantal uitzonderingen na, echter erg slecht. Het werk is zwaar en ze kunnen niet naar school. Mishandeling en seksueel misbruik komen veelvuldig voor. Als de kinderen te oud worden of als meisjes zwanger raken, worden ze op straat gezet. Daar moeten ze verder zien te overleven.
Volgens UNICEF zijn er 173.000 restaveks in Haïti. De schattingen van het werkelijke aantal lopen echter op tot boven de 300.000, een groot aantal op een bevolking van 8,5 miljoen inwoners.
Er zijn Haïtiaanse sociale organisaties die de restaveks proberen op te vangen. Ook werken zij aan lobby en bewustwording om dit probleem te voorkomen. Sommige van hen worden gesteund door Belgische of Nederlandse ontwikkelingsorganisaties.